# Francisco Piña
Francisco Javier Piña Correa (Placilla, VI Región del Libertador General Bernardo O'Higgins, Chile, 16 de enero de 1988) es un futbolista chileno. Juega de mediocampista.

## Trayectoria
Nacido en Placilla, Provincia de Colchagua, fue visto por ojeadores de Cobreloa en su tierra natal siendo invitado a probarse en la filial de Santiago quedando en aquellas divisiones inferiores del club minero donde compartiría equipo con Alexis Sánchez. Debutaría en el Apertura 2007 por los loínos siendo catalogado como una nueva joya manteniéndose todo el año con ellos pese a un interés de Deportes Puerto Montt por contar con sus servicios.

En 2008 partiría al Arturo Fernández Vial de la Primera B donde pese a su juventud sería la figura de un equipo que en esa temporada bajaría a la Tercera División, tras este hecho ficharía por Unión San Felipe, equipo que durante la temporada 2009 ganaría tres campeonatos, dos de la segunda categoría del fútbol chileno y la Copa Chile 2009, ascendiendo también a la máxima división de los campeonatos en Chile. En su regreso a la Primera División no tendría mayor continuidad por lo que iría a préstamo a Unión La Calera en busca de ella donde obtendría su segundo ascenso.
Para 2011 nuevamente iría a préstamo, esta vez a San Marcos de Arica, donde sería una de las piezas importantes del equipo lo que lo haría regresar al club dueño de su pase, Unión San Felipe, donde nuevamente no lograría hacerse un espacio llegando a jugar por la filial por lo que a mediados de semestre podría regresar a los ariqueños donde obtendría todos los campeonatos de la categoría además de un tercer ascenso a nivel personal.
A comienzos de la temporada 2013/14 volvería a la Primera B tras vivir un descenso con los nortinos aunque esta categoría la jugaría finalmente con Curicó Unido y luego en el siguiente año futbolístico cambiaría nuevamente de club fichando por Deportes Temuco donde permanecería por tres años siendo parte de un nuevo ascenso en uno de los campeonatos vividos al ser campeón. Ya para mediados de 2017 ficharía por el Santiago Wanderers donde sería alternativa recurrente pero siendo parte del campeonato obtenido en la Copa Chile.
Con los caturros viviría un descenso permaneciendo con ellos para jugar la Primera B de Chile 2018 y además jugando por primera vez una copa internacional, la Copa Libertadores 2018, donde vería acción en un partido frente a Independiente Santa Fe que terminaría en derrota por tres goles a cero. Nunca podría consolidarse con el club porteño teniendo bajos desempeños además de poca continuidad debido a lo mencionado por lo que finalizado su contrato a finales de temporada no renovaría su contrato.

## Selección nacional
Durante 2004 fue parte de la Selección de fútbol sub-17 de Chile que se preparaba para el Campeonato Sudamericano de Fútbol Sub-17 de 2005 pero no llegaría a disputar este torneo.

## Estadísticas

### Clubes
| Club                          | Div.          | Temporada     | Liga  | Liga  | Copas nacionales | Copas nacionales | Torneos internacionales | Torneos internacionales | Total | Total |
| Club                          | Div.          | Temporada     | Part. | Goles | Part.            | Goles            | Part.                   | Goles                   | Part. | Goles |
| ----------------------------- | ------------- | ------------- | ----- | ----- | ---------------- | ---------------- | ----------------------- | ----------------------- | ----- | ----- |
| Cobreloa · Chile              | 1ª            | 2007          | 10    | 0     | —                | —                | —                       | —                       | 10    | 0     |
| Cobreloa · Chile              | Total club    | Total club    | 10    | 0     | 0                | 0                | 0                       | 0                       | 10    | 0     |
| Arturo Fernández Vial · Chile | 2ª            | 2008          | 32    | 11    | 2                | 0                | —                       | —                       | 34    | 11    |
| Arturo Fernández Vial · Chile | Total club    | Total club    | 32    | 11    | 2                | 0                | 0                       | 0                       | 34    | 11    |
| Unión San Felipe · Chile      | 2ª            | 2009          | 27    | 0     | 2                | 0                | —                       | —                       | 29    | 0     |
| Unión San Felipe · Chile      | 1ª            | 2010          | 5     | 0     | 1                | 0                | —                       | —                       | 6     | 0     |
| Unión San Felipe · Chile      | 1ª            | 2012          | 8     | 0     | —                | —                | —                       | —                       | 8     | 0     |
| Unión San Felipe · Chile      | Total club    | Total club    | 40    | 1     | 3                | 0                | 0                       | 0                       | 43    | 1     |
| Unión La Calera · Chile       | 2ª            | 2010          | 14    | 1     | —                | —                | —                       | —                       | 14    | 1     |
| Unión La Calera · Chile       | Total club    | Total club    | 14    | 1     | 0                | 0                | 0                       | 0                       | 14    | 1     |
| San Marcos de Arica · Chile   | 2ª            | 2011          | 36    | 7     | 3                | 0                | —                       | —                       | 39    | 7     |
| San Marcos de Arica · Chile   | 2ª            | 2012          | 18    | 6     | 3                | 1                | —                       | —                       | 21    | 7     |
| San Marcos de Arica · Chile   | 1ª            | 2013          | 11    | 2     | —                | —                | —                       | —                       | 11    | 2     |
| San Marcos de Arica · Chile   | Total club    | Total club    | 65    | 15    | 6                | 1                | 0                       | 0                       | 71    | 16    |
| Unión San Felipe B · Chile    | 3ª            | 2012          | 3     | 0     | —                | —                | —                       | —                       | 3     | 0     |
| Unión San Felipe B · Chile    | Total club    | Total club    | 3     | 0     | 0                | 0                | 0                       | 0                       | 3     | 0     |
| Curicó Unido · Chile          | 2ª            | 2013-14       | 30    | 3     | 6                | 2                | —                       | —                       | 36    | 5     |
| Curicó Unido · Chile          | Total club    | Total club    | 30    | 3     | 6                | 2                | 0                       | 0                       | 36    | 5     |
| Deportes Temuco · Chile       | 2ª            | 2014-15       | 23    | 1     | 2                | 0                | —                       | —                       | 25    | 1     |
| Deportes Temuco · Chile       | 2ª            | 2015-16       | 29    | 4     | 5                | 1                | —                       | —                       | 34    | 5     |
| Deportes Temuco · Chile       | 1ª            | 2016-17       | 26    | 0     | 4                | 1                | —                       | —                       | 30    | 1     |
| Deportes Temuco · Chile       | Total club    | Total club    | 78    | 5     | 11               | 2                | 0                       | 0                       | 89    | 7     |
| Santiago Wanderers · Chile    | 1ª            | 2017          | 10    | 0     | 5                | 1                | —                       | —                       | 15    | 1     |
| Santiago Wanderers · Chile    | 2ª            | 2018          | 15    | 1     | 3                | 0                | 1                       | 0                       | 19    | 1     |
| Santiago Wanderers · Chile    | Total club    | Total club    | 25    | 1     | 8                | 1                | 1                       | 0                       | 34    | 2     |
| Total carrera                 | Total carrera | Total carrera | 297   | 37    | 36               | 6                | 1                       | 0                       | 334   | 43    |
| 1. 2. 3.                      |               |               |       |       |                  |                  |                         |                         |       |       |

### Resumen estadístico
| Competición       | Partidos | Goles |
| ----------------- | -------- | ----- |
| Primera División  | 70       | 2     |
| Primera B         | 224      | 35    |
| Segunda División  | 3        | 0     |
| Copa Chile        | 36       | 6     |
| Copa Libertadores | 1        | 0     |
| Total             | 334      | 43    |

## Palmarés

### Títulos nacionales
| Título     | Club                | País  | Año     |
| ---------- | ------------------- | ----- | ------- |
| Primera B  | Unión San Felipe    | Chile | 2009-A  |
| Primera B  | Unión San Felipe    | Chile | 2009    |
| Copa Chile | Unión San Felipe    | Chile | 2009    |
| Primera B  | San Marcos de Arica | Chile | 2012-C  |
| Primera B  | San Marcos de Arica | Chile | 2012    |
| Primera B  | Deportes Temuco     | Chile | 2015-16 |
| Copa Chile | Santiago Wanderers  | Chile | 2017    |

### Distinciones individuales
| Distinción                 | Año  |
| -------------------------- | ---- |
| Medalla Cruce de Los Andes | 2017 |